# VFA-31
Lo Strike Fighter Squadron 31 (VFA-31), noto anche come "Tomcatters", è uno squadrone di caccia munito dei Boeing F/A-18F Super Hornet della Marina degli Stati Uniti di stanza presso la Naval Air Station Oceana, Virginia. Il loro codice di coda è AJ e il loro nominativo radio si alterna tra "Felix".
I Tomcatters sono il secondo più antico squadrone di caccia d'attacco della Marina operante oggi.

## Storia
Due squadroni della Marina americana hanno mantenuto la designazione VF-31. Il primo ad essere designato VF-31 esisteva dal maggio 1943 all'ottobre 1945 e non è correlato all'argomento di questo articolo. Il secondo VF-31 ha una discendenza diretta con l'attuale VFA-31 "Tomcatters".

### Primi anni
Il VFA-31 fu originariamente istituito come VF-1B il 1 luglio 1935, equipaggiato con l'F4B, rendendolo il secondo squadrone attivo della Marina statunitense più antico dietro al VFA-14, originariamente istituito nel 1919.
Il 1° luglio 1937 lo squadrone si unì al VF-8B e fu ribattezzato VF-6, venendo poi munito dei nuovi Grumman F3F. Tra il 1937 e 1943 il VF-6 volò con l'F3F-1 e due varianti dell'F4F Wildcat, finendo poi con l'F4F-4.
Il 15 luglio 1943 lo squadrone scambiò la designazione con il VF-3 e ottenne i nuovi F6F Hellcat.
Nel corso degli anni lo squadrone e i suoi predecessori prestarono servizio su molte delle prime portaerei della Marina, inclusa la prima, la USS Langley; la seconda, la USS Lexington; e la sesta, la USS Enterprise. Erano a bordo dell'Enterprise durante l'attacco a Pearl Harbor e durante le battaglie di Wake Island, Marcus Island, Midway, Guadalcanal e le Isole Salomone orientali. Lo squadrone vide anche combattimenti aerei sulle Filippine, Formosa, Okinawa e sulla Cina.
Il 7 agosto 1948, il VF-3A fu ribattezzato VF-31. Per quasi quattro anni, lo squadrone volò con l'F9F Panther, il primo aereo a reazione dello squadrone.

### Anni '50
Nel 1952 lo squadrone venne convertito all'F2H Banshee, per poi passare all'F3H Demon nel 1957, volando con lui fino al 1962.

### Anni '60
Nel 1964 allo squadrone venne assegnato il nuovo velivolo della McDonnell Douglas, l'F-4 Phantom II in versione B. Due anni dopo si convertì alla nuova versione J, aggiornamento di quelle precedente.

### Anni '70

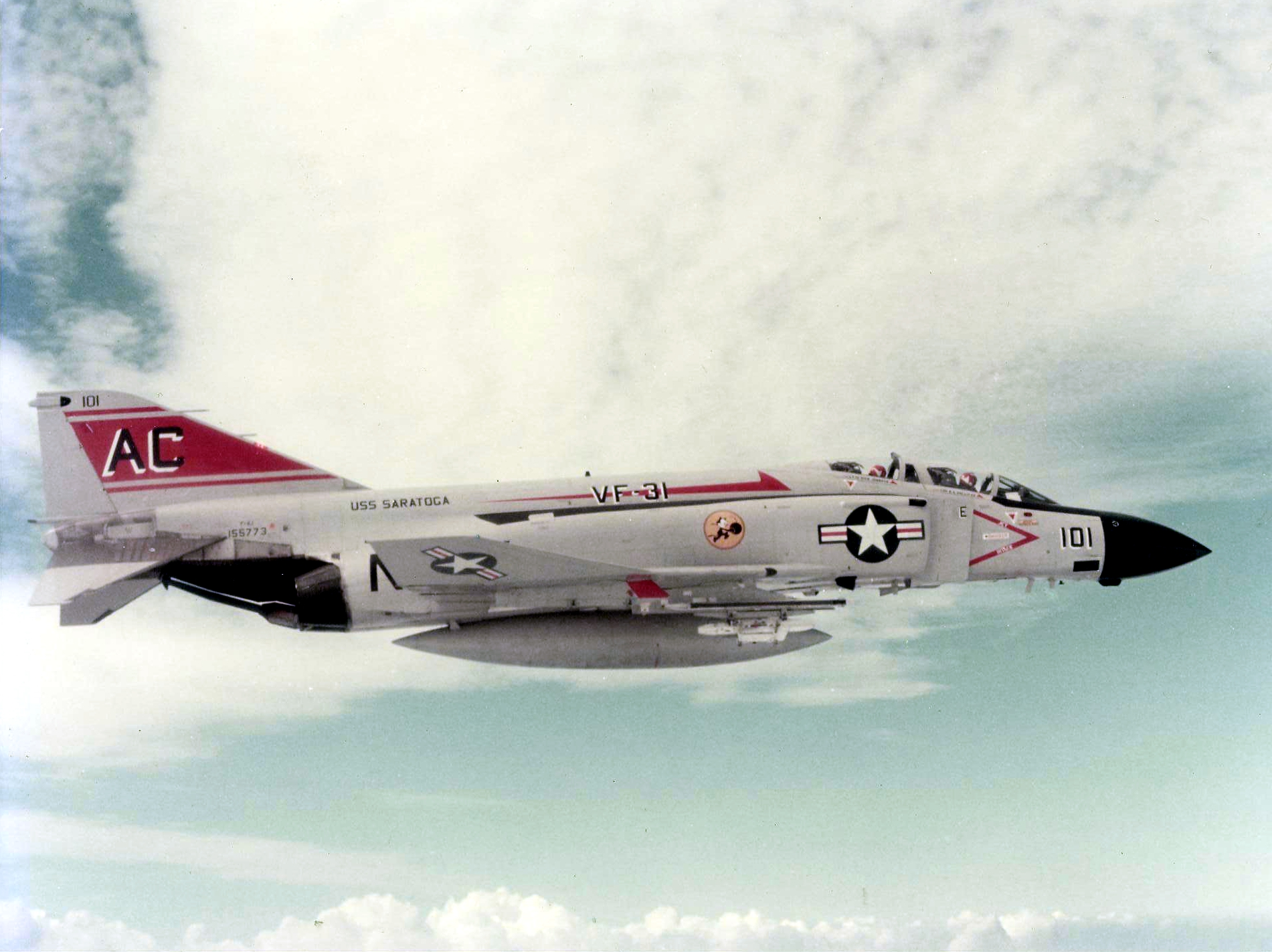
Un F-4J Phantom II del VF-31 in volo, 1978

Nel 1972, gli aerei dello squadrone abbatterono un MiG-21 sul Vietnam del Nord con un F-4J Phantom e così facendo fecero del VF-31 l'unico squadrone di caccia della Marina ad ottenere vittorie aeree in tre guerre: la seconda guerra mondiale, la guerra di Corea e la guerra del Vietnam.

### Anni '80
Nel 1980, il VF-31 e la USS Saratoga conclusero insieme un periodo di servizio continuo di 24 anni, il più lungo nella storia navale degli Stati Uniti.
Il VF-31 ricevette il nuovo F-14A Tomcat all'inizio del 1981. Il primo dispiegamento dello squadrone, con i nuovi Tomcat, fu a bordo della USS John F. Kennedy. Nel 1983 il VF-31 intraprese la sua quarta crociera con la Kennedy. Il dispiegamento in mare portò la portaerei e il suo stormo aereo imbarcato nel Mediterraneo meridionale, al largo della costa nordafricana. Lo squadrone sorvolava regolarmente posizioni libanesi e siriane a sostegno di operazioni multinazionali di mantenimento della pace, spesso colpiti dal fuoco della contraerea siriana. Durante una missione all'inizio del dicembre del 1983, alcuni SAM SA-7 a ricerca di calore furono lanciati contro due F-14 dello squadrone. Sebbene entrambi i Tomcat riuscirono a tornare sani e salvi alla Kennedy, questo incidente portò ad attacchi di ritorsione della Marina americana. Il 4 dicembre, entrambe le portaerei nel Mar Mediterraneo, la Kennedy e la USS Independence, lanciarono attacchi contro i siti SAM siriani, perdendo un A-7 Corsair II e un A-6 Intruder.
Nell'aprile del 1985 lo squadrone e il suo stormo si unirono alla USS Forrestal e al suo squadrone gemello, i VF-11 Red Rippers.
Nel giugno del 1986 il VF-31 e il resto del gruppo da battaglia della Forrestal salparono per il Mediterraneo. Mentre era schierato, lo squadrone partecipò a numerose esercitazioni della flotta. Nell'agosto dello stesso anno, il VF-31 partecipò ad esercitazioni congiunte con l'aeronautica e la marina egiziana.
Nel settembre del 1987, il VF-31 e il gruppo da battaglia della Forrestal parteciparono ad esercitazioni nel Nord Atlantico sopra il circolo polare artico. Nell'aprile del 1988 lo squadrone e il gruppo da battaglia della Forrestal salparono per un dispiegamento nell'Oceano Indiano che durò sei mesi. Mentre tornava a casa dall'"IO", il gruppo da battaglia prese parte ancora una volta alle esercitazioni NATO del Nord Atlantico prima di tornare a casa al NAS Oceana.

### Anni '90
Il VF-31 rimase con la USS Forrestal fino al 1992, quando lo squadrone cambiò portaerei, aerei e basi di partenza. Il VF-31 (e il VF-11) si trasferirono dal NAS Oceana al NAS Miramar e alla USS Carl Vinson, e scambiarono i loro F-14A con i nuovi e migliorati F-14D.
Alla fine del 1996, il lo squadrone ritornò dal suo secondo schieramento nel Pacifico occidentale a bordo della USS Carl Vinson, dopo aver effettuato missioni nel Golfo Persico e nel sud dell'Iraq a sostegno delle operazioni Southern Watch e Desert Strike.
Il VF-31 tornò al NAS Oceana nel 1997. Lo squadrone inviò un singolo F-14D e l'equipaggio al Paris Air Show del 1997, principalmente per promuovere il nuovo F-14 LANTIRN.
Nel 1998 lo squadrone si schierò nel Golfo Persico con la USS Abraham Lincoln a supporto dell'operazione Southern Watch.

### Anni 2000
Il 2000 iniziò con uno schieramento nel WESTPAC a bordo della USS Abraham Lincoln.
Nel luglio 2002 lo squadrone venne schierato a bordo della USS Abraham Lincoln, operando sull'Afghanistan a sostegno dell'Operazione Enduring Freedom, e di nuovo sui cieli dell'Iraq a sostegno dell'Operazione Southern Watch. Durante il viaggio di ritorno negli Stati Uniti, il 1° gennaio l'intero gruppo tattico venne inviato di nuovo in Iraq per l'inizio dell'Operazione Iraqi Freedom. Volando dalla prima notte di combattimento, il VF-31 è stato responsabile di numerosi bombardamenti contro obiettivi a Baghdad e nelle vicinanze meridionali a sostegno diretto delle forze della coalizione. Durante quel dispiegamento, lo squadrone ebbe il dubbio primato di aver effettuato il dispiegamento più lungo degli ultimi 30 anni di storia della Marina, tornando al NAS Oceana il 2 maggio 2003. Lo squadrone effettuò 585 sortite, lasciando cadere 276 LGB/JDAM/MK 82.
Nel 2004, il VF-31 e il CVW-14 si imbarcarono sulla USS John C. Stennis per un dispiegamento nel WESTPAC, tornando negli Stati Uniti il 31 ottobre 2004.
Nel dicembre del 2004, lo squadrone si trasferì dal Carrier Air Wing Fourteen alla sua attuale sede con il Carrier Air Wing Eight e la USS Theodore Roosevelt.

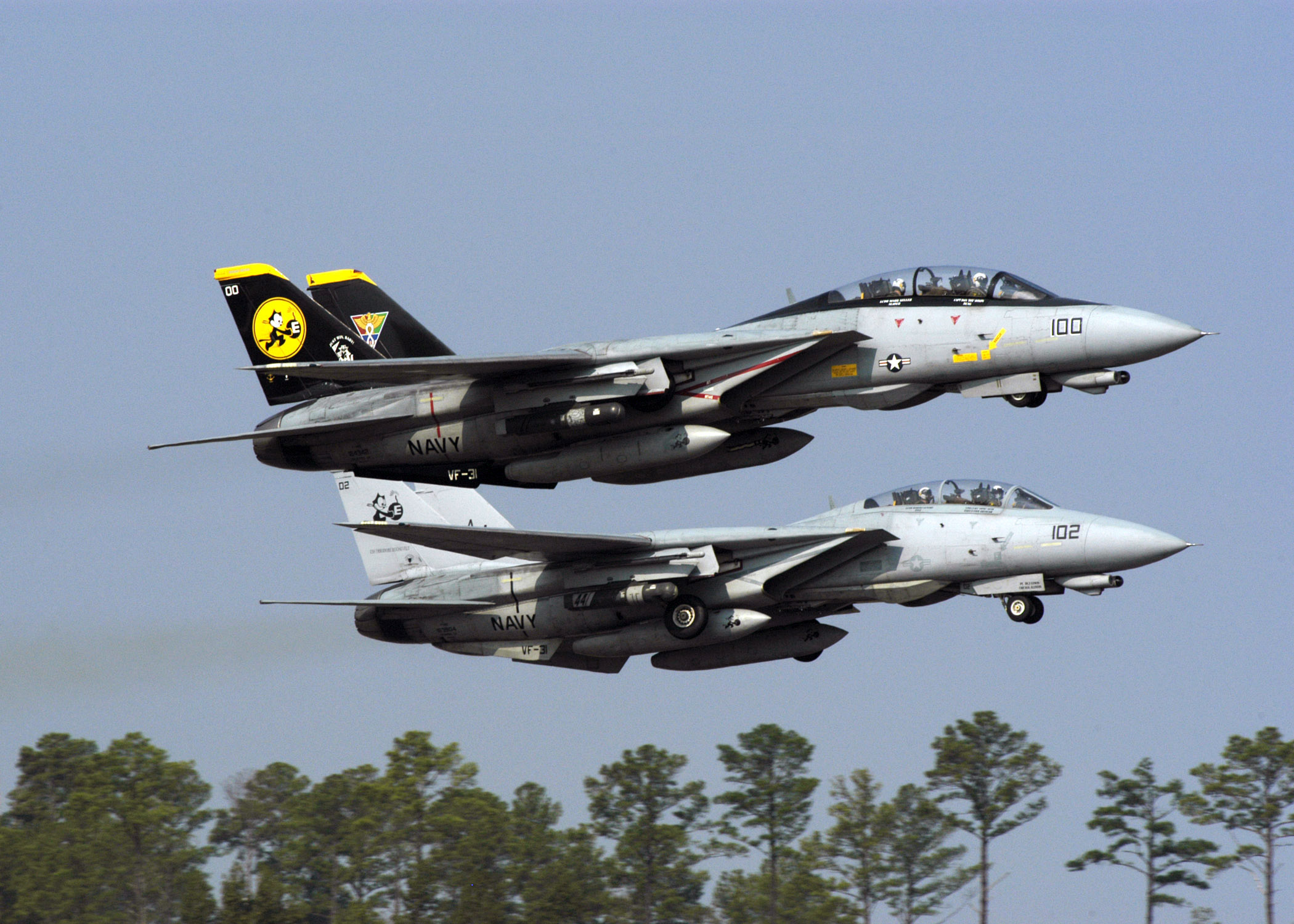
Due F-14D del VF-31 nel 2006.

Nel settembre 2005, lo squadrone si schierò a bordo della USS Theodore Roosevelt con il CVW-8 per lo schieramento finale dell'F-14, sempre nel Golfo Persico. Il 7 febbraio 2006 lo squadrone segnò l'ultimo recupero di un F-14 Tomcat da una missione di combattimento. Mentre operava dalla Theodore Roosevelt a sostegno dell'Operazione Iraqi Freedom, al VF-31 fu attribuito il merito di essere stata l'ultima unità munita di F-14 a sganciare una bomba in combattimento. Lo squadrone tornò al NAS Oceana il 10 marzo 2006, per il fly-in finale dell'F-14.
Il VF-31 rimase operativo a bordo della Theodore Roosevelt fino al 28 luglio 2006, quando ebbe luogo l'ultimo atterraggio e lancio dalla catapulta di un Tomcat al largo dei Capi Virginia, alla presenza di giornalisti di tutto il mondo (Messico, Regno Unito, Paesi Bassi, Germania e Stati Uniti). Lo squadrone è stato l'ultimo squadrone Tomcat, con l'ultimo volo F-14 avvenuto il 4 ottobre 2006, quando BuNo.164603 volò dal NAS Oceana al Republic Airport. Dopo aver trascorso un anno presso l'American Airpower Museum, l'aereo è ora in mostra statica all'esterno dell'ex quartier generale della Grumman Aerospace Corporation a Bethpage, New York.
Alla fine del 2006 il VF-31 si convertì al nuovo all'F/A-18E Super Hornet e venne rinominato VFA-31.
Il VFA-31, insieme al CVW-8 e alla USS Theodore Roosevelt, partecipò all'esercizio 08-4 della Joint Task Force Operation Brimstone al largo delle coste della Carolina del Nord tra il 21 luglio e il 31 luglio 2008. La portaerei britannica HMS Ark Royal, la nave d'assalto anfibio USS Iwo Jima parteciparono all'evento hanno partecipato anche con le unità associate, la fregata Greenhalgh della Marina brasiliana e il sottomarino francese Améthyste.

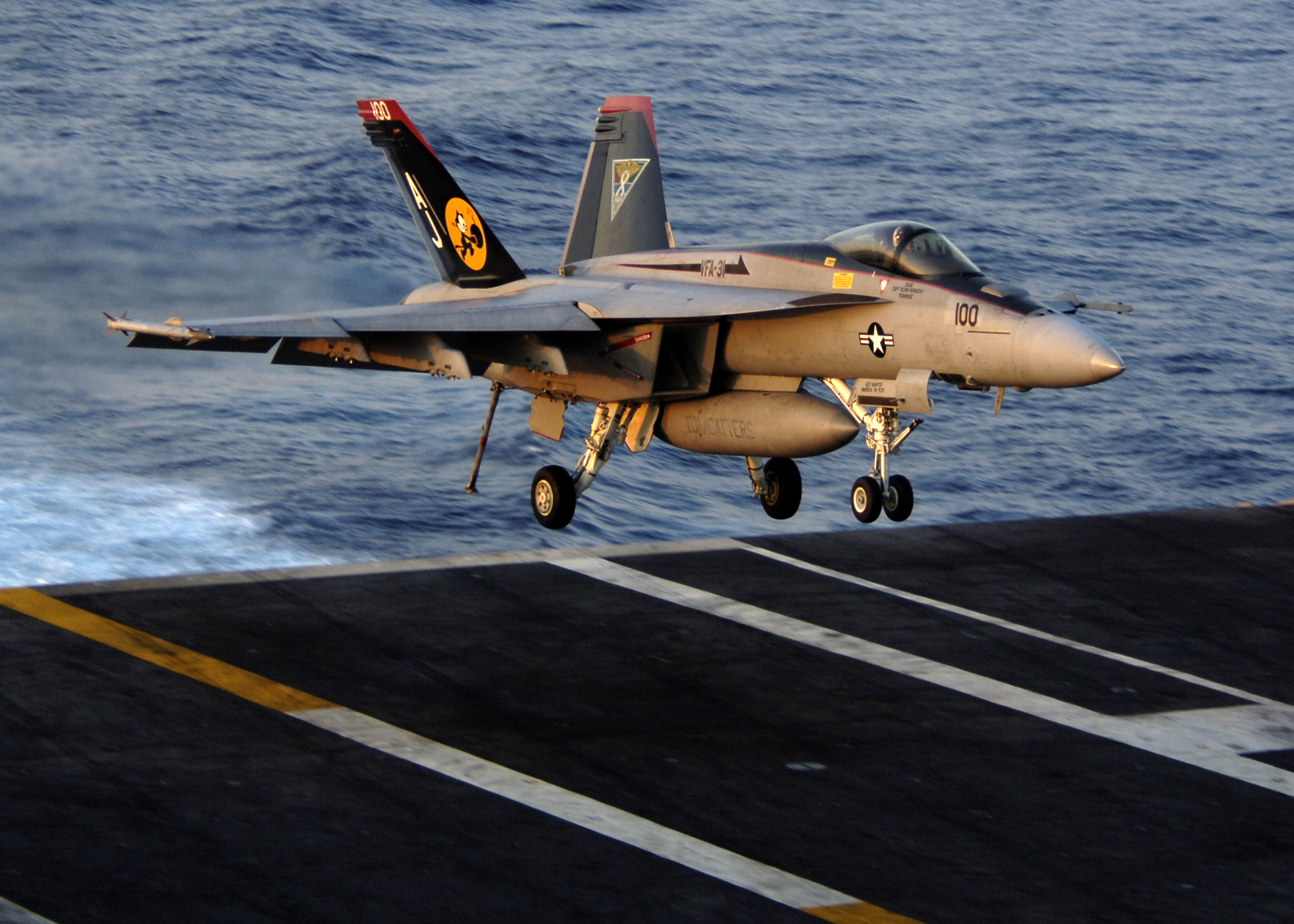
Un F/A-18E del VFA-31 in fase di atterraggio sulla USS Theodore Roosevelt, 2008.

L'8 settembre 2008, il VFA-31 e il resto del CVW-8 si schierarono a bordo della USS Theodore Roosevelt con uno schieramento regolarmente programmato. Il 4 ottobre, la Theodore Roosevelt Carrier Group arrivò a Città del Capo, in Sud Africa, la prima visita di una portaerei americana dal 1967 e tre giorni dopo la portaerei lasciò la città sudafricana. Il CVW-8 e il CVN-71 supportarono l'operazione Enduring Freedom effettuando più di 3.100 sortite e sganciando più di 59.500 libbre di ordigni fornendo allo stesso tempo supporto aereo ravvicinato alle forze ISAF in Afghanistan.

### Anni 2010
L'11 maggio 2011, gli squadroni del CVW-8 si imbarcarono sulla nuovissima USS George H.W. Bush per condurre operazioni nelle aree operative (AoR) della 5ª e 6ª flotta statunitense. Il primo dispiegamento della Bush si concluse nel dicembre 2011 quando tornò NAS Oceana. Il VFA-31 effettuò estese missioni di attacco al suolo a supporto dell'operazione Inherent Resolve contro obiettivi dell'ISIS in Siria e intercettò pacificamente dei MiG 29.

### Anni 2020
Dopo aver completato un'esercitazione di addestramento composito di quattro settimane a marzo del 2023, il 2 maggio lo squadrone e il CVW-8 vennero schierati a bordo della USS Gerald R. Ford per un dispiegamento nelle aree operative (AoR) della 6ª flotta. Il VFA-31 prese ampiamente parte alle esercitazioni NATO, tra cui Neptune Strike, BALTOPS, Air Defender e BTF Viking Trident, eseguendo anche esercitazioni di interoperabilità con le forze armate turche e italiane. Il VFA-31 completò il dispiegamento con il Carrier Strike Group (CSG) 12, durato nove mesi, il 15 gennaio 2024 alla Naval Air Station Oceana in Virginia.

## Galleria d'immagini

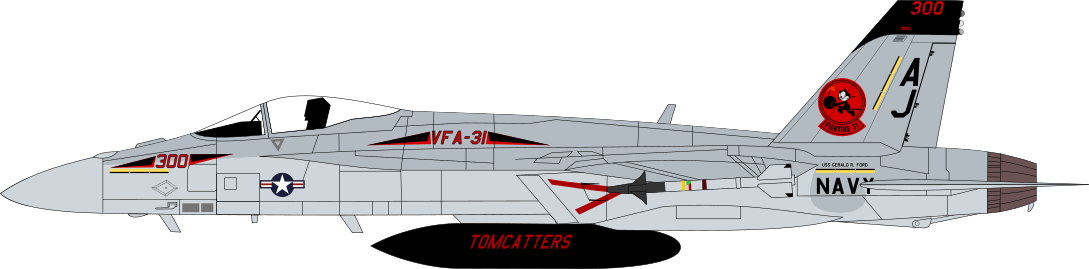
Profilo di un F-18 Super Hornet del VFA-31 (AJ CAG)
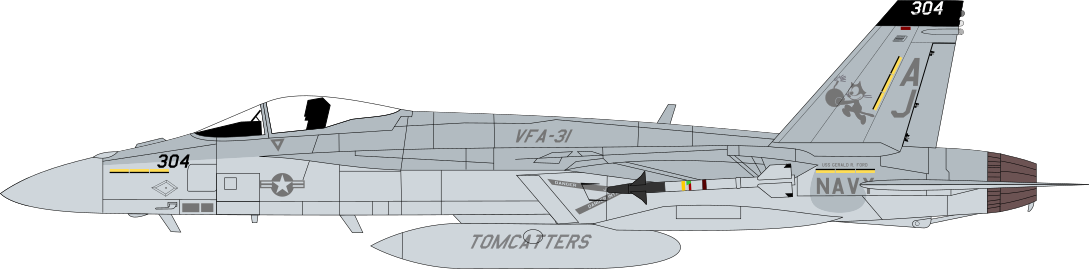
Profilo di un F-18 Super Hornet  del VFA-31 (AJ)
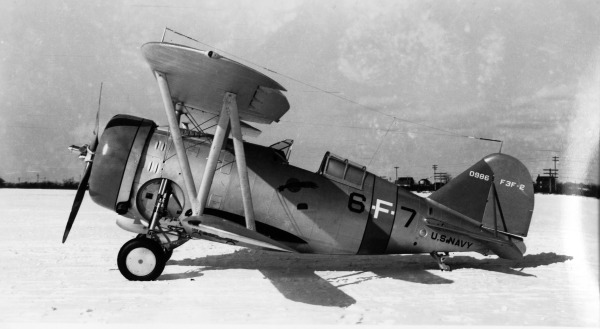
Un F3F-2 del VF-6 alla fine degli anni '30.
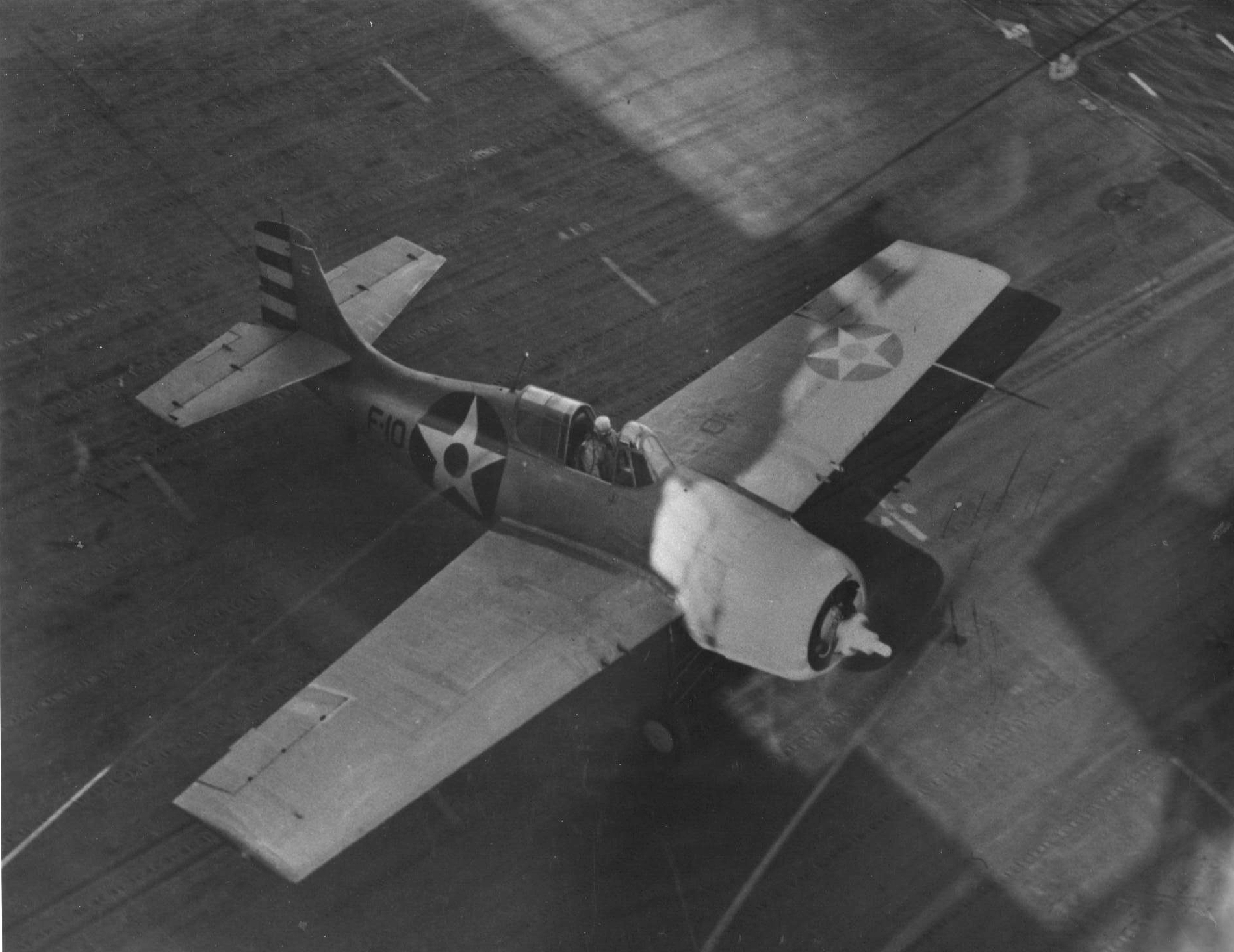
Un F4F-3 del VF-6 a bordo della USS Enterprise, marzo 1942.
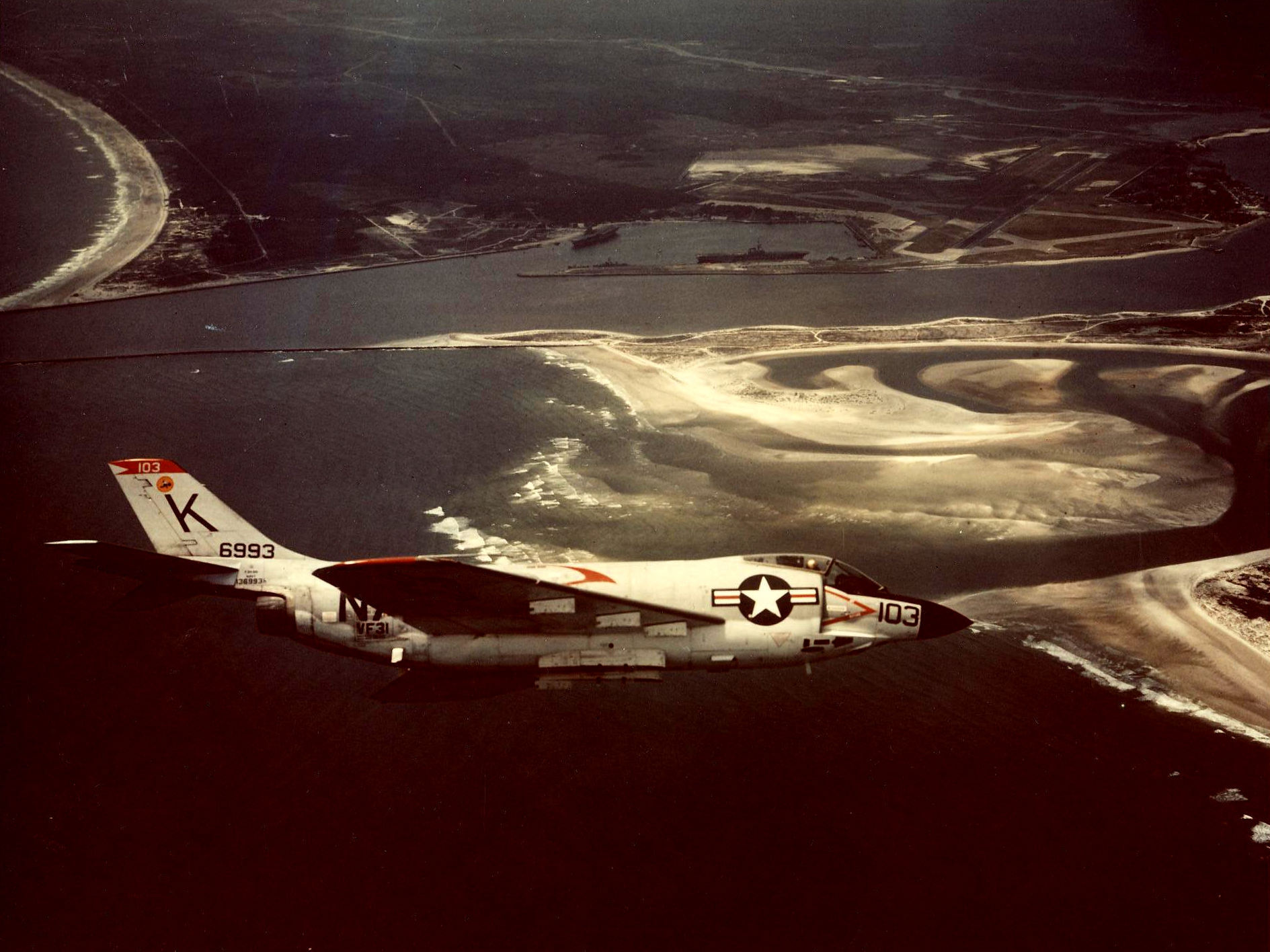
Un F3H-2N Demon del VF-31 nel 1957.
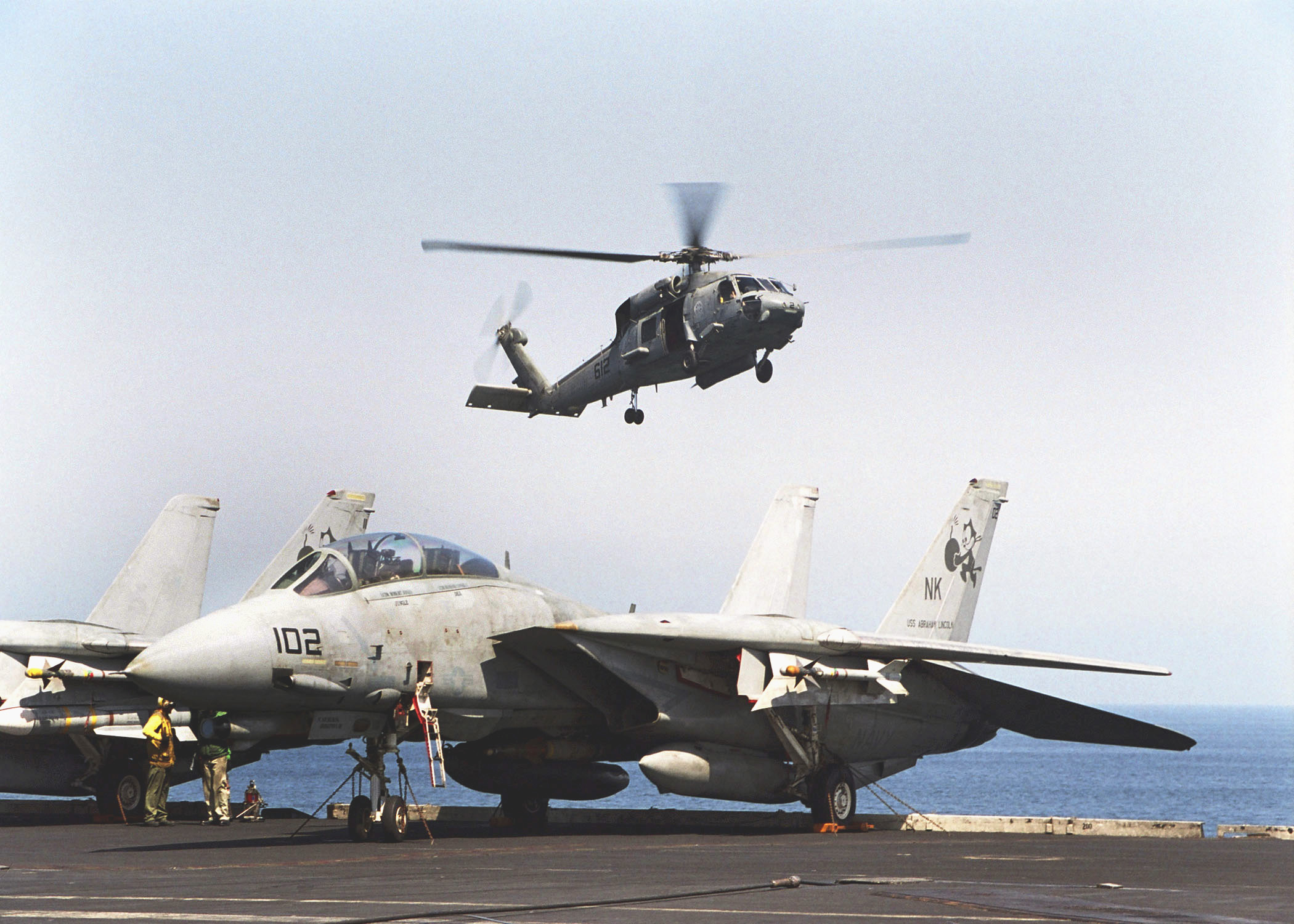
Un SH-60B Seahawk dell'HS-4 che sorvola un F-14D Tomcat del VF-31 imbarcato sulla USS Abraham Lincoln, 1994.
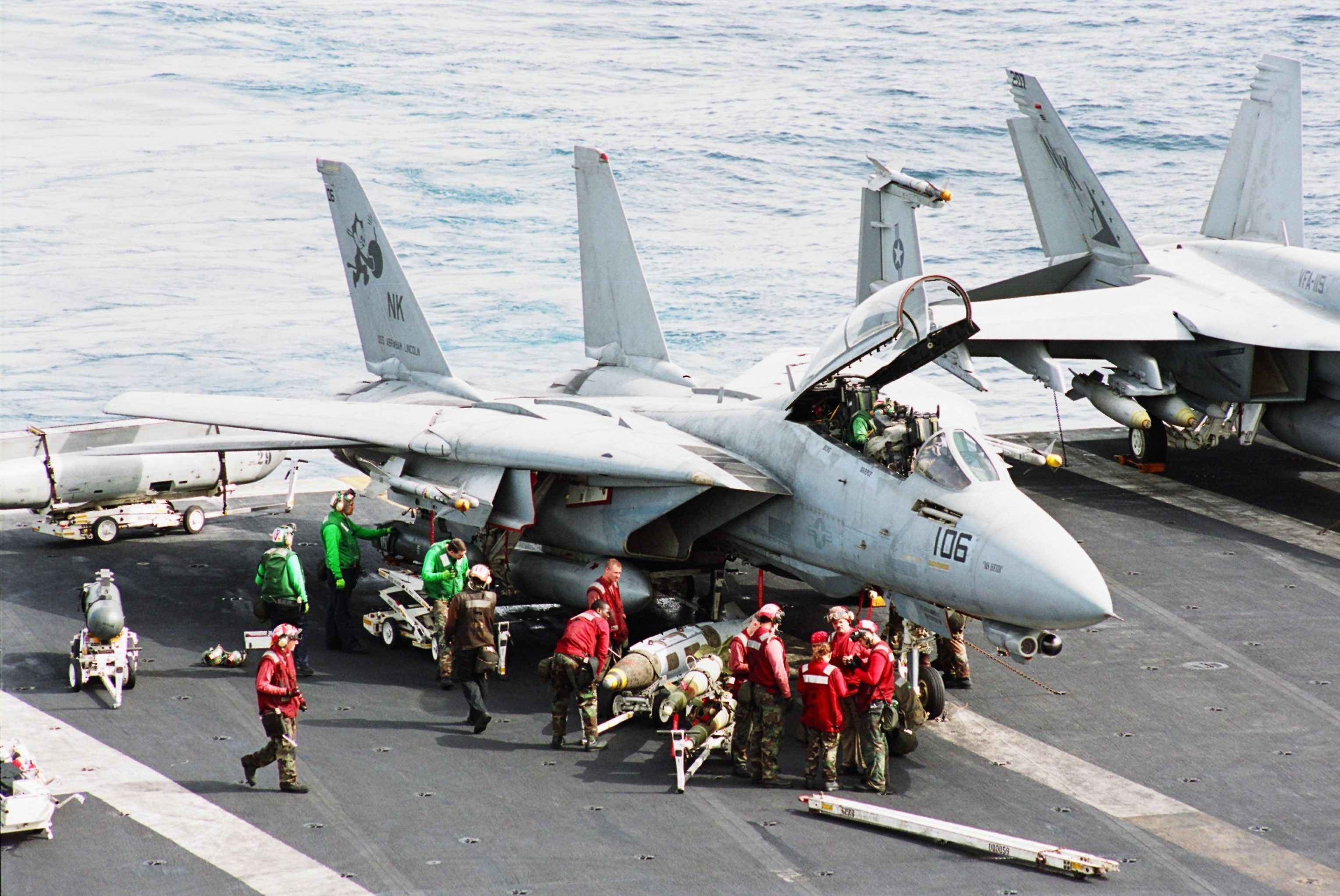
Un F-14D Tomcat del VF-31 a bordo della USS Abraham Lincoln dispiegato nel Golfo Persico durante l'operazione Iraqi Freedom, 2003.
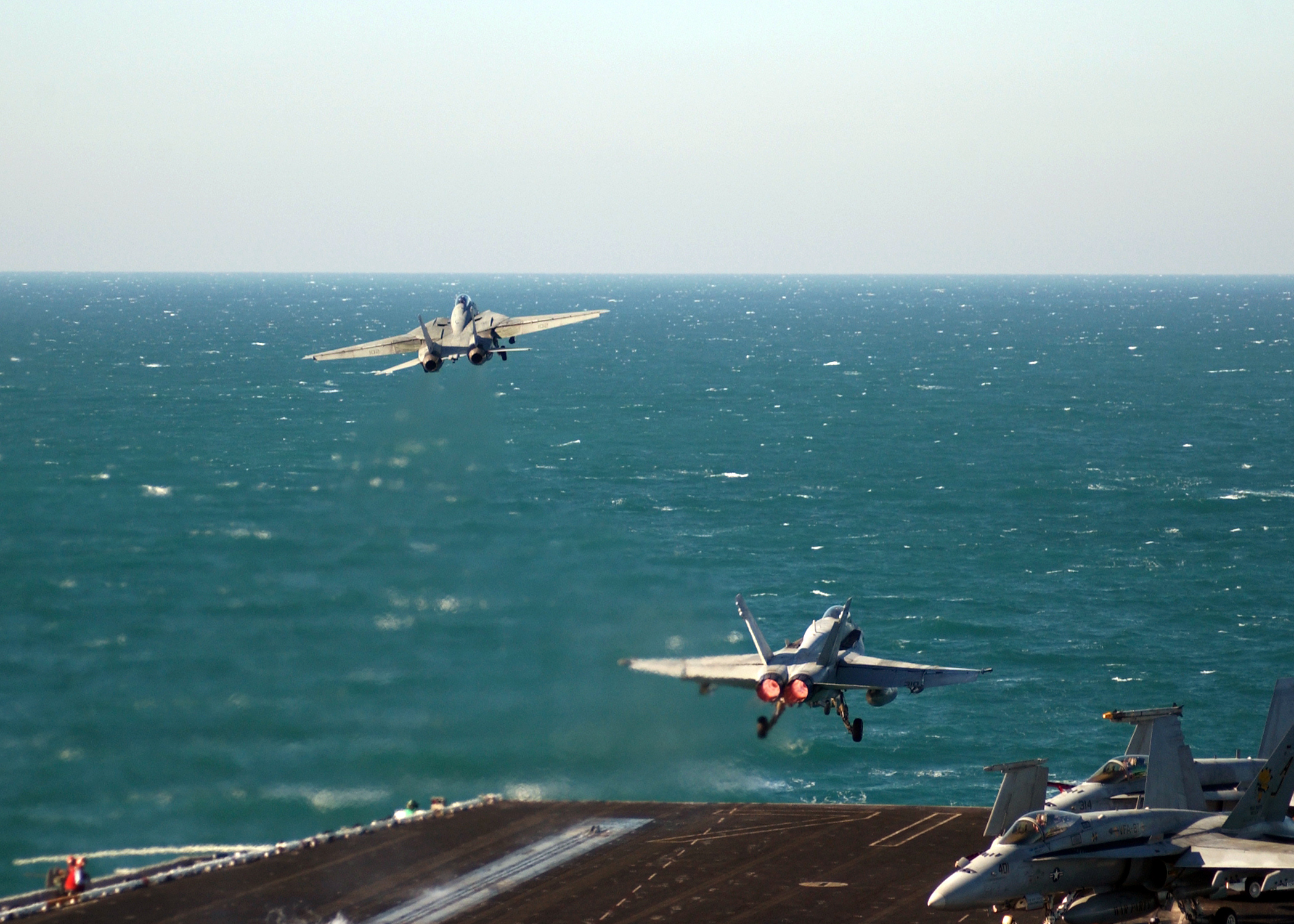
Un F-14D Tomcat del VF-31 e un F/A-18C Hornet del VFA-15 in fase di decollo dal ponte della USS Theodore Roosevelt, 2005.